# Distretto di Saparmyrat Nyýazow
Il distretto di Saparmyrat Nyýazow è un distretto del Turkmenistan situato nella provincia di Daşoguz. Ha per capoluogo la città di Daşoguz.